# Schlechtenbach (Bräumke)
Der Schlechtenbach  ist ein gut drei Kilometer langer, südwestlicher und orographisch linker Zufluss der Bräumke in Halver im nordrhein-westfälischen Märkischen Kreis.

## Geographie

### Verlauf
Der Schlechtenbach entspringt auf 376 m ü. NHN östlich des Halveraner Ortsteils Oberhürxtal und fließt in östlicher Richtung, mehrere kleine Quellbäche aufnehmend, durch Niederhürxtal und an Dicksiepen vorbei zum gleichnamigen Hof Schlechtenbach.
Zwischen Clev und Obercarthausen bekommt der Schlechtenbach linkerhand Zufluss von dem Bach Voßsiepen, in Obercarthausen Zufluss von dem Bach Asheysiepen, dahinter von dem Bach Kellersiepen. Bei Mittelcarthausen verzweigt sich der Schlechtenbach in zwei Arme, von denen der südliche Fischteiche speist.
Kurz vor der Mündung bei Carthausen in die Bräumke vereinen sich die Zweige wieder und der Schlechtenbach wird in einem Teich gestaut. Der Schlechtenbach mündet schließlich auf einer 284 m ü. NHN von links in die aus dem Süden heranziehende Bräumke.
Der 3,277 km lange Lauf des Schlechtenbachs endet 92 Höhenmeter unterhalb seiner Quelle, er hat somit ein mittleres Sohlgefälle von 28 ‰.

### Einzugsgebiet
Das 3,334 km² große Einzugsgebiet des Schlechtenbachs wird durch ihn über den Bräumke, die Hälver, die Volme, die Ruhr und den Rhein zur Nordsee entwässert.
Es grenzt
- im Osten und Südosten an das Einzugsgebiet der Bräumke
- im Südwesten und Westen an das des Löhbachs, der über die Ennepe in Volme entwässert
- und im Norden an das des Volmezuflusses Glör und an das des Steinbachs, der in die Hälver mündet.

### Zuflüsse
- Voßsiepen (links), 1,0 km
- Asheysiepen (links), 0,7 km[4]
- Kellersiepen (links). 0,7 km[4]